# Aussage
 (mars 2024).
Si vous disposez d'ouvrages ou d'articles de référence ou si vous connaissez des sites web de qualité traitant du thème abordé ici, merci de compléter l'article en donnant les références utiles à sa vérifiabilité et en les liant à la section « Notes et références ».
 (mars 2024).
La mise en forme du texte ne suit pas les recommandations de Wikipédia : il faut le « wikifier ».
Les points d'amélioration suivants sont les cas les plus fréquents :
- Les titres sont pré-formatés par le logiciel. Ils ne sont ni en capitales, ni en gras.
- Le texte ne doit pas être écrit en capitales (les noms de famille non plus), ni en gras, ni en italique, ni en « petit »…
- Le gras n'est utilisé que pour surligner le titre de l'article dans l'introduction, une seule fois.
- L'italique est rarement utilisé : mots en langue étrangère, titres d'œuvres, noms de bateaux, etc.
- Les citations ne sont pas en italique mais en corps de texte normal. Elles sont entourées par des guillemets français : « et ».
- Les listes à puces sont à éviter, des paragraphes rédigés étant largement préférés. Les tableaux sont à réserver à la présentation de données structurées (résultats, etc.).
- Les appels de note de bas de page (petits chiffres en exposant, introduits par l'outil «  Source ») sont à placer entre la fin de phrase et le point final[comme ça].
- Les liens internes (vers d'autres articles de Wikipédia) sont à choisir avec parcimonie. Créez des liens vers des articles approfondissant le sujet. Les termes génériques sans rapport avec le sujet sont à éviter, ainsi que les répétitions de liens vers un même terme.
- Les liens externes sont à placer uniquement dans une section « Liens externes », à la fin de l'article. Ces liens sont à choisir avec parcimonie suivant les règles définies. Si un lien sert de source à l'article, son insertion dans le texte est à faire par les notes de bas de page.
- La présentation des références doit suivre les conventions bibliographiques. Il est recommandé d'utiliser les modèles {{Ouvrage}}, {{Chapitre}}, {{Article}}, {{Lien web}} et/ou {{Bibliographie}}. Le mode d'édition visuel peut mettre en forme automatiquement les références.
- Insérer une infobox (cadre d'informations à droite) n'est pas obligatoire pour parachever la mise en page.

Pour une aide détaillée, merci de consulter Aide:Wikification.
Si vous pensez que ces points ont été résolus, vous pouvez retirer ce bandeau et améliorer la mise en forme d'un autre article.
La société Aussage a été créée en 1833 par Émile Aussage à Pantin dans la région parisienne. Elle importait et distribuait non seulement du poivre, mais aussi du riz, des épices, du tapioca ou de la vanille. Avec sa marque « Poivrossage », le groupe Aussage était un acteur majeur en France jusque dans les années 1960 et possédait des usines à Marseille, Bordeaux, au Havre, à Genève et Bruxelles, sans oublier les centrales d’achats à Calcutta, Colombo, Saigon ou encore à Madagascar.

## Historique

### Création de la société Aussage en 1833
Créée en 1833 par Émile Aussage à Pantin dans la région parisienne, la société  « Aussage » importe et distribue non seulement du poivre, mais aussi du riz, des épices, du tapioca ou de la vanille.
Le groupe Aussage est vendu à Maurice Marchand, en 1913.
Au fil du temps, le groupe Aussage développe ses activités ainsi que ses gammes et marques "Poivrossage", Epices "Cristal" et "Delys", entremets et riz "Nanda", tapioca "Grand navire", thé "Naja", etc. et absorbe de nombreux concurrents.

Incontournable depuis les années 1930, Aussage demeure le premier producteur français de la branche avec 60 % du marché et un chiffre d'affaires de 55 millions de francs en 1969 avec ses usines de Marseille, Le Havre et Bordeaux selon les 
Souvenirs de Micheline, qui travailla chez Aussage de 1957 à 1960 : « Dans les années 60, les dirigeants étaient les deux gendres, mariés au filles Marchand. Le directeur principal était M. Jolivet. Le poivre (surtout au moment de la fermeture du canal de Suez) et les épices coutaient alors très cher et les filles étaient fouillés à leur sortie.

### Aussage fusionne avec Amora en intégrant la Générale alimentaire, puis Danone
Première entreprise agroalimentaire française d'envergure internationale, avec pour ambition de fédérer des entreprises familiales dynamiques pour leur donner les moyens d'une expansion nationale et international, la Générale alimentaire rachète le groupe Aussage au début des années 1970 pour intégrer ses activités à son pôle salé autour de la marque Amora pour ainsi devenir la société : Amora-Aussage.
En 1973, la Générale occidentale prend le contrôle de la Générale alimentaire et rachète en 1979 le chocolat Poulain puis la SEGMA (Société d'exploitation des grandes marques alimentaires) avec sa marque Maille. Ainsi, la grande rivale Maille rejoint... Amora où elles évolueront en parallèle pendant deux décennies.
En 1980, la branche alimentaire de la Générale occidentale sera reprise par BSN, devenue Danone en 1994.

### Amora-Aussage absorbe Maille
En 1996, Danone connaît une zone de turbulences sous la pression des premiers prix et fusionne l'entité Amora-Aussage à l'ensemble Segma-Liebig-Maille sous l’appellation "Liebig-Maille-Amora" (LMA) qui pèsera 2,3 milliards de francs de chiffre d'affaires. LMA était organisés en plusieurs branches dont les condiments (Amora-Condiments), le vinaigre (Amora-Dessaux) et les épices, desserts et pâtisseries (Amora-Aussage).
En 1997, dans le cadre d'un recentrage, Danone se sépare de sa division épicerie en cédant d'un côté Liebig à Campbell et d'un autre côté l'ensemble Amora-Maille à Paribas Affaires Industrielles.

### Reprise par Ducros de l'activité Aussage
Depuis le début des années 1970, Aussage a du faire face à la démocratisation de la grande distribution et de la concurrence du challenger Ducros crée en 1963 et ses innovations à la fois logistiques avec le lancement des flacons « duke » (les petits bocaux à bouchon rouge) et le "meuble à épices" permettant une gestion des réapprovisionnements plus efficace tant que marketing avec sa campagne publicitaire télévisée et le fameux slogan inventé par Michel Ducros "A quoi ça sert que Ducros il se décarcasse ?". Ces succès font de Ducros la première marque d’épices en Europe en déclassent peu à peu l'attractivité des épices, desserts et pâtisseries de l'ancien ensemble Amora-Aussage.
En 1999, l'activité condiment d'Amora-Maille est reprise par le groupe Unilever. Quant à l'activité des épices, desserts et pâtisseries (Amora-Aussage), c'est finalement Ducros en 1997 qui l'absorbe à Amora-Maille actant la disparition totale de la marque Aussage. Finalement Ducros entre dans le Groupe McCormick en 2000 leader mondial des épices et devient McCormick France en 2004.